# Zsa Zsa Padilla
Esperanza Padilla (Manila, 28 de mayo de 1964), conocida artísticamente como Zsa Zsa Padilla, es una cantante pop y actriz filipina.

## Biografía
Ella es socia de la denominada patriarca del espectáculo, del comediante Dolphy. Ella comenzó como miembro de la denominada Sonido de Manila, de la banda Hotdog, a mediados de los años 70, además es la hija del actor y deportista Carlos "Sonny" Padilla, Jr., que fue árbitro de Ali Frazier, dentro del mundo de combate en el boxeo de peso pesado, conocido como "El Thrilla en Manila". Ella se lanzó como solista después de salir de esta popular banda de Manila, Hotdog, así también para incursionar en el mundo del cine y en la televisión, con productores y directores de cine le ofrecieron participar en películas en una de las escenas producidas y en los programas de televisión, debido a su belleza por su atractiva personalidad. En 1987 por primera vez aceptó un papel en la televisión, como la esposa de un hombre gay, en un popular clásico de series de ficción "Mi amor Helen". La reacción no se hizo esperar por los espectadores que ha demostrado que es una actriz para tener en cuenta sobre los tabúes que encierra todavía la sociedad. En el mismo año que ella aceptó su primer papel en una película de comedia titulada "Mga Anak Ni Facifica Falayfay" en 1987 con el Rey de la comedia de Filipinas, Dolphy. Su personaje principal ha demostrado que ella también puede hacer reír a la gente, además ha actuado en otras películas de comedia seguidamente. Después como coprotagonizada con Dolphy en otra película de comedia, ella se enamoró. Su siguiente personaje que coprotagonizó con otro hombre gracioso, fue con Joey de León, en "Starzan" en 1989. A las 16, Zsa Zsa estaba casada con un hombre mayor, un dentista llamado Modesto Tatlonghari, con quien vivía con ella durante 7 años, tuvo una hija, la cantante y actriz Karylle. El matrimonio fue anulado en 2003. En 1990, con Dolphy, también tiene dos hijas, llamadas Nicole y Zia. Ella ha actuado en diversos conciertos en su natal Filipinas y en el extranjero. Ha grabado canciones de éxito, y protagonizada en el cine también, también es compositora, modelo comercial, negociante de producto, negocios y productora musical. Además, había sido aclamada por la crítica musical de una larga duración, con el tema musical "Larawan" en 1997. Zsa Zsa es también conocida también como "La Diva Divina".

## Filmografía
- Zsa Zsa Zaturnnah Ze Movie (2006)
- Mano Po 4 “Ako Legal Wife” (2005)
- Mano Po 2 (2003)
- Home Along Da River (2002)
- Ika-13 Kapitulo (2000)
- Tataynic (1998)
- Batang X (1997)
- Madrasta (1996)
- Father & Son (1995)
- Ikalabing Isang Utos Ng Diyos (Mahalin mo ang Asawa mo) (1994)
- Minsan Lang Kita Iibigin (1994)
- Kung Ako’y Iiwan Mo (1993)
- Og Must Be Crazy (1990)
- My Darling Domestic (1990)
- Starzan II (1989)
- Bote, Diyaryo, Garapa (1989)
- Bakit Iisa Ang Puso (1989)
- Pahiram Ng Isang Umaga (1989)
- Starzan (1989)
- Magkano Ang Iyong Dangal (1989)
- Black Magic (1987)
- Mga Anak Ni Facifica Falayfay

## Televisión
- 2009

Bukas At Kailanman (ABS-CBN)
Langit Ng Pag-ibig (ABS-CBN)
A.S.A.P. 09 (ABS-CBN) 
- 2007

A.S.A.P. (ABS-CBN) 
Lastikman (ABS-CBN)
- 2006

A.S.A.P. (ABS-CBN) 
Bituing Walang Ningning (ABS-CBN) 
- 2005

A.S.A.P (ABS-CBN) 
- 2004

Born Diva (ABS-CBN) 
- 2003-2004

Star In A Million (ABS-CBN) 
A.S.A.P (ABS-CBN) 
- 2002-2003

A.S.A.P (ABS-CBN) 
- 2002

Morning Girls (ABS-CBN) 
- 2001-2002

A.S.A.P (ABS-CBN) 
- 2000-2001

Sa Puso Ko Iingatan Ka (ABS-CBN) 
- 1999-2000

A.S.A.P (ABS-CBN) 
- 1997-1999

Lab Ko Si Babes (ABS-CBN) 
- 1998

A.S.A.P (ABS-CBN) 
- 1998

Hiwalay Kung Hiwalay, Daw! (GMA Network) 
- 1997

A.S.A.P (ABS-CBN) 
Zsa Zsa Limited Engagement (Six Special Shows/GMA Network) 
- 1996 – 1997

Familia Zaragoza (ABS-CBN) 
- 1995

Star Drama Presents Zsa Zsa
A Weekly Nationwide Telecast
Featured Artist
ABS-CBN 
- 1994

Star Drama Presents Zsa Zsa
13 Special Episodes
Featured Artist
ABS-CBN 
GMA Telesine “Mukha”
Telemovie Directed By Argel Joseph
GMA 
- 1993

GMA Telesine “Camilla”
Tagalog Adaptation Of The Play “Camille”
Teleplay By Rolando Tinio, Directed By Joel Lamangan
GMA

## Discografía
- Unchanging Love (PolyEast Records, 2009)
- Mahal Kita, Walang Iba (Viva Records, 2002)
- In My Life… Zsa Zsa (Viva Records, 2001)
- Love Concert Live (Viva Records)
- Sentiments (Viva Records, 1999, Platinum Album Award
- Zsa Zsa (Viva Records, 1998, Quadruple Platinum Album Award
- Walang Makakapigil (Warner Music Philippines, 1994)
- Krismas (1989)
- Roots & Wings (Blackgold Records, 1988)
- I I S A (Blackgold Records, 1985)
- Ikaw Lamang (Blackgold Records, 1985, Gold Album Award)
- Kahit Na (Telesis Recording, 1984)
- Am I Your Kind Of Woman (Jem Recording, 1984)

## Sencillos
2009
- Hanggang

2002 
- Mahal Kita, Walang Iba
- Skyline Pigeon

2000 
- Time After Time
- I Honestly Love You

1999 
- Bridge over Troubled Water
- Through The Years

1997 
- Were All Alone
- Don’t Give Up On Us Baby

1988 
- Iiwanan Mo Na Ba
- Maybe This Time

1986 
- Ikaw Lamang
- Mambobola
- Hiram

1985 
- To Love You
- Eversince
- When I’m With You

1984 
- Kapag Puso’y Sinugatan
- Point Of No Return
- Somewhere

1983 
- Kahit Na